# Bohdan Hoza
Bohdan Hoza (en ucraniano: Богдан Гоза; 12 de enero de 2002) es un deportista ucraniano que compite en halterofilia. Ganó una medalla de  bronce en el Campeonato Europeo de Halterofilia de 2025, en la categoría de +109 kg.

## Palmarés internacional
| Campeonato Europeo | Campeonato Europeo  | Campeonato Europeo | Campeonato Europeo |
| Año                | Lugar               | Medalla            | Categoría          |
| ------------------ | ------------------- | ------------------ | ------------------ |
| 2025               | Chisináu (Moldavia) | Medalla de bronce  | +109 kg            |